# Jean-Claude Tshipama
Jean-Claude Tshipama est un influenceur, entrepreneur et homme des médias africains.

## Biographie

### Enfance, éducation et débuts
Titulaire d'une maîtrise en administration des affaires et d'une maîtrise en économie, Jean-Claude Tshipama commence sa carrière dans l'industrie des télécommunications dans les années 2000.

### Carrière
Jean Claude Tshipama rejoint les équipes de Celtel en République démocratique du Congo comme Directeur commercial, puis devient Directeur des ventes et de la distribution chez Digicel et plus tard, il est promu au poste de Directeur des ventes et distribution Afrique chez Microsoft.
Il exerce également des fonctions de Directeur Général de Canal+ RDC et siège en qualité de Directeur non-exécutif au conseil d'administration d'Equity Bank au Kenya.
En avril 2023, il dirige Broadband in Africa, filiale d’Eutelsat,,,,,,.

### Vie privée
Il partage sa vie avec Mireille Mpere. Ils ont plusieurs enfants.